# Mallinella karubei
Mallinella karubei là một loài nhện trong họ Zodariidae.
Loài này thuộc chi Mallinella. Mallinella karubei được Hirotsugu Ono miêu tả năm 2003.